# Philodromus hierroensis
Philodromus hierroensis là một loài nhện trong họ Philodromidae.
Loài này thuộc chi Philodromus. Philodromus hierroensis được Jörg Wunderlich miêu tả năm 1992.